# Lolita (1997)
Lolita (bra/prt: Lolita) é um filme franco-americano de 1997, do gênero drama, dirigido por Adrian Lyne, com roteiro de Stephen Schiff baseado no romance homônimo de Vladimir Nabokov.
Estrelado por Jeremy Irons, Dominique Swain, Melanie Griffith e Frank Langella, o filme conta a história de um professor universitário de meia-idade, Humbert, que aluga um quarto na casa da viúva Charlotte Haze e se torna sexualmente atraído por sua filha adolescente Dolores, também chamada "Lo" ou "Lolita".
O filme teve considerável dificuldade em encontrar um distribuidor americano e estreou na Europa antes de ser lançado nos Estados Unidos. O filme acabou sendo adquirido nos Estados Unidos pela Showtime, rede por cabo, antes de finalmente ser lançado no cinema por The Samuel Goldwyn Company. As performances por Irons e Swain impressionaram audiências, mas, embora elogiado por alguns críticos por sua fidelidade para a narrativa de Nabokov, o filme recebeu uma mista recepção crítica nos Estados Unidos. Lolita foi recebido com muita controvérsia na Austrália, onde não foi dado um lançamento no cinema até abril de 1999.

## Enredo
Em 1947, Humbert Humbert (Jeremy Irons), um professor universitário europeu de meia-idade de literatura inglesa, viaja para os Estados Unidos para tomar uma posição de ensino em New Hampshire. Ele aluga um quarto na casa da viúva Charlotte Haze, largamente porque ele está atraído sentimentalmente por sua filha de 14 anos de idade Dolores (Dominique Swain), também chamada "Lo", quem ele vê enquanto passeando pela casa. Obcecado desde a meninice com meninas de aproximadamente a idade dela (quem ele chama "ninfetas"), Humbert é imediatamente desbaratado com Lo e casa com Charlotte apenas para estar perto da filha dela.
Charlotte encontra o diário secreto de Humbert e descobre sua preferência por sua filha. Furiosa, Charlotte corre para fora da casa, quando ela é atingida por um carro e morta. Sua morte liberta Humbert para perseguir um relacionamento sexual e sentimental com Lo, quem ele apelida "Lolita". Humbert e Lo então viajam o país, ficando em vários motéis antes de finalmente se estabelecer na cidade universitária de Beardsley, onde Humbert arranja um emprego de professor e Lo começa a estudar numa escola católica só de meninas. Humbert e Lo devem conciliar a natureza de seu relacionamento de todos - estranhos que eles encontram quando viajando bem como a administração em Beardsley. Eles apresentam eles mesmos para o mundo como um pai e filha. Ao longo do tempo, o crescente tédio de Lo com Humbert, combinado com seu crescente desejo por independência, abastece uma constante tensão que leva para uma enorme briga entre eles. As desesperadas afeições de Humbert por Lo são também rivalizadas por outro homem, o dramaturgo Clare Quilty (Frank Langella), que tinha estado perseguindo Lo desde o início de suas viagens. Lo acaba arrumando um esquema para escapar com Quilty, cujo nome Humbert não sabe, e ele procura por eles sem sucesso.
Três anos depois, Humbert recebe uma carta de Lo pedindo dinheiro. Humbert visita Lo, que está agora casada e grávida. Seu marido, Richard, nada sabe sobre seu passado. Humbert pede a ela para fugir longe com ele, mas ela recusa. Ele cede e dá para ela um substancial montante de dinheiro. Lo também revela para Humbert como Quilty na verdade rastreava jovens meninas e levava elas para Pavor Manor, sua casa em Parkington, para explorar elas para pornografia infantil. Quilty abandonou ela após ela ter recusado em estar em um de seus filmes.
Após sua visita com Lo, Humbert rastreia Quilty e assassina ele. Após ser perseguido pela polícia, Humbert é preso e enviado para a prisão. Ele morre em novembro de 1950, e Lo morre no próximo mês no dia de Natal de complicações no parto.[carece de fontes?]

## Elenco
- Jeremy Irons como Professor Humbert Humbert
  - Ben Silverstone como jovem Humbert
- Dominique Swain como Dolores "Lolita" Haze
- Frank Langella como Clare Quilty
- Melanie Griffith como Charlotte Haze
- Suzanne Shepherd como Miss Pratt
- Keith Reddin como Reverend Rigger
- Erin J. Dean como Mona
- Joan Glover como Miss LaBone
- Ed Grady como Dr. Melinik
- Michael Goodwin como Mr. Beale
- Angela Paton como Mrs. Holmes
- Emma Griffiths-Malin como Annabel Lee
- Ronald Pickup como pai do jovem Humbert
- Michael Culkin como Mr. Leigh
- Annabelle Apsion como Mrs. Leigh

## Produção

### História do roteiro
A primeira adaptação para a tela do livro, Lolita de 1962, foi acreditada unicamente para Nabokov, embora isso fosse pesadamente revisada por Stanley Kubrick e James Harris, e foi dirigida por Kubrick.
O roteiro para a versão de 1997, mais fiel para o texto do romance que o filme anterior, é creditado para Stephen Schiff, um escritor para The New Yorker, Vanity Fair, e outras revistas. Ele foi contratado para escrever isso como seu primeiro roteiro de filme, após os produtores do filme terem rejeitado roteiros comissionados dos mais experientes roteiristas e diretores James Dearden (Fatal Attraction), Harold Pinter, e David Mamet. De acordo com Schiff:
Direto do início, isso era claro para todos nós que este filme não era um "remake" do filme de Kubrick. Em vez disso, nós estávamos fora para fazer uma nova adaptação de um bom grande romance. Alguns dos cineastas envolvidos realmente olharam em cima a versão de Kubrick como um tipo de "o que não fazer." Eu tinha de algum modo afeiçoadas memórias disso que aquilo, mas eu não tinha visto isso por talvez quinze anos, e eu não permiti a mim mesmo em voltar atrás para isso novamente.
Schiff adicionou que o filme de Kubrick deveria ter sido melhor intitulado Quilty, desde que o diretor tinha permitido ao personagem de Quilty para "tomar conta do filme".
Lyne afirma no comentário do DVD, que ele prefere filmagem em locação mesmo embora isso seja mais difícil em alguns aspectos; e que a casa de Charlotte Haze foi filmada em Wilmington, Carolina do Norte.

## Lançamento
Devido à dificuldade em garantir um distribuidor, Lolita teve uma exibição em cinema limitada a fim para se qualificar para os prêmios. Consequentemente, o filme apenas tomou em uma renda bruta de US$ 19,492 em sua semana de abertura. Desde que a renda bruta doméstica final foi US$ 1 147 784 sobre um estimado US$ 62 milhões de orçamento, o filme foi considerado um fracasso nas bilheterias.

### Recepção crítica
Rotten Tomatoes deu ao filme uma classificação de aprovação de 68% baseada em 25 revisões. Metacritic reporta uma pontuação média de 46 em 100 baseada em 17 críticos, indicando "mistas ou médias revisões".
James Berardinelli elogiou as performances dos dois principais, Irons e Swain, mas ele considerou a performance de Griffith fraca, "rígida e pouco convincente"; ele considerou o filme melhor quando ela não mais apareceu nele e concluiu: "Lolita não é um filme de sexo; é sobre personagens, relacionamentos, e as consequências de imprudentes ações. E aqueles que procuram em marcar o filme como imoral têm perdido o ponto. Ambos Humbert e Lolita são finalmente destruídos—o que poderia ser mais moral? A única real controvérsia que eu posso ver em torno desse filme é por que houve uma controvérsia em primeiro lugar."
O filme foi o "Critics Peak" do The New York Times em 31 de julho de 1998, com seu crítico Caryn James defendendo isso e dizendo, "Rico além do que qualquer um poderia ter esperado, o filme reembolsa repetidas visões...isso torna a loucura de Humbert em arte." O escritor/diretor James Toback lista isso em seus picos para os 10 filmes mais finos já feitos, mas ele classifica o filme original como superior.
Comentando sobre diferenças entre o romance e o filme, Charles Taylor, em Salon, observa que "[p]ara toda a sua alardeada (e, ao que parece, falsa) fidelidade para Nabokov, Lyne e Schiff têm feito uma bonita, diáfana Lolita que substitui a crueldade e comédia do livro com lirismo manufaturado e romantismo deprimente". Estendendo a observação de Taylor, Keith Phipps conclui: "Lyne não parece entrar no romance, falhando para incorporar qualquer comédia negra de Nabokov—qual é por assim dizer, o coração e alma de Lolita.

## Trilha sonora
A trilha sonora do filme foi composta por Ennio Morricone e lançada na gravadora Music Box Records. Como o próprio compositor descreveu o projeto: "Com minha música, eu apenas tive que seguir em um alto nível as intenções do diretor para fazer Lolita uma história de sincero e recíproco choque, mesmo dentro dos limites da pureza e ingenuidade maliciosa de seu assunto jovem."
Todas as faixas escritas e compostas por Ennio Morricone. 
| Lolita         |                                                            |                |         |  |
| N.º            | Título                                                     | Música         | Duração |  |
| 1.             | "Lolita" (contém material inédito)                         |                | 4:15    |  |
| 2.             | "Love in the Morning"                                      |                | 3:37    |  |
| 3.             | "Ladies and Gentlemen of the Jury" (anteriormente inédito) |                | 1:26    |  |
| 4.             | "Take Me to Bed"                                           |                | 2:51    |  |
| 5.             | "Togetherness / Lolita" (anteriormente inédito)            |                | 2:58    |  |
| 6.             | "Requiescant"                                              |                | 2:10    |  |
| 7.             | "Lolita On Humbert's Lap"                                  |                | 3:34    |  |
| 8.             | "She had nowhere else to go"                               |                | 3:19    |  |
| 9.             | "What About Me"                                            |                | 1:41    |  |
| 10.            | "Lolita" (anteriormente inédito)                           |                | 1:21    |  |
| 11.            | "She had nowhere else to go" (anteriormente inédito)       |                | 1:56    |  |
| 12.            | "Togetherness"                                             |                | 2:32    |  |
| 13.            | "Lolita" (anteriormente inédito)                           |                | 2:11    |  |
| 14.            | "Quilty"                                                   |                | 4:14    |  |
| 15.            | "Love in the Morning" (anteriormente inédito)              |                | 2:01    |  |
| 16.            | "She had nowhere else to go" (anteriormente inédito)       |                | 2:58    |  |
| 17.            | "Togetherness / Lolita" (anteriormente inédito)            |                | 3:03    |  |
| 18.            | "Requiescant (alternate)" (anteriormente inédito)          |                | 1:53    |  |
| 19.            | "Lolita In My Arms"                                        |                | 1:37    |  |
| 20.            | "She had nowhere else to go" (anteriormente inédito)       |                | 2:39    |  |
| 21.            | "What About Me" (anteriormente inédito)                    |                | 1:52    |  |
| 22.            | "Love in the Morning" (anteriormente inédito)              |                | 1:36    |  |
| 23.            | "Humbert's Diary"                                          |                | 2:57    |  |
| 24.            | "Lolita" (anteriormente inédito)                           |                | 1:15    |  |
| 25.            | "Togetherness" (anteriormente inédito)                     |                | 2:28    |  |
| 26.            | "She had nowhere else to go" (anteriormente inédito)       |                | 3:42    |  |
| 27.            | "Humbert on the Hillside"                                  |                | 1:42    |  |
| 28.            | "Lolita" (anteriormente inédito)                           |                | 1:30    |  |
| 29.            | "Ladies and Gentlemen of the Jury"                         |                | 2:20    |  |
| 30.            | "Lolita (finale)"                                          |                | 4:07    |  |
| Duração total: | Duração total:                                             | Duração total: | 77:03   |  |